# Yusuf Demir
Yusuf Demir (Wenen, 2 juni 2003) is een Turks-Oostenrijkse voetballer die doorgaans speelt als aanvallende middenvelder. Demir debuteerde in 2021 in het Oostenrijks voetbalelftal.

## Clubcarrière
Demir is een jeugdspeler van First Vienna FC en maakte in 2013 de overstap naar Rapid Wien. Hij tekende op 15-jarige leeftijd zijn eerste profcontract. Op 14 december 2019 maakte hij zijn debuut in de Bundesliga. In de met 0–3 gewonnen uitwedstrijd tegen FC Admira Wacker Mödling kwam hij acht minuten voor tijd Thomas Murg vervangen. Op 9 juli werd bekend dat FC Barcelona, Demir huurt voor 1 seizoen. Koopoptie is niet verplicht maar bedraagt 10 miljoen. Op 21 juli maakte hij zijn debuut voor FC Barcelona in een oefenwedstrijd tegen Gimnàstic Tarragon dat eindigde in 4-0. Op 13 januari 2021 maakte FC Barcelona bekend dat Demir terugkeerde naar Rapid Wien, voor het komend seizoen. Hier verlengde hij zijn contract meteen, dit keer tot medio 2024.
Op 8 september 2022 tekende hij een 4-jarig contract bij de Turkse grootmacht Galatasaray, dat 6 miljoen euro voor hem betaalde.

## Interlandcarrière
Demir kwam uit voor alle Oostenrijkse jeugdelftallen. Hij debuteerde op 28 maart 2021 in het Oostenrijks voetbalelftal in een WK-kwalificatieduel tegen de Faeröer (3–1 winst). Hij viel die dag in de 85ste minuut in voor Louis Schaub.

## Afkomst
Demir is geboren in Wenen, Oostenrijk⁣, maar zijn beide ouders komen uit Trabzon, Turkije.

## Clubstatistieken
| Seizoen | Club           | Competitie       | Competitie | Competitie | Competitie | Beker | Beker | Beker | Internationaal | Internationaal | Internationaal | Totaal | Totaal | Totaal |
| Seizoen | Club           | Competitie       | Wed.       | Dlp.       | Ass.       | Wed.  | Dlp.  | Ass.  | Wed.           | Dlp.           | Ass.           | Wed.   | Dlp.   | Ass.   |
| ------- | -------------- | ---------------- | ---------- | ---------- | ---------- | ----- | ----- | ----- | -------------- | -------------- | -------------- | ------ | ------ | ------ |
| 2019/20 | Rapid Wien     | Bundesliga       | 6          | 0          | 1          | 0     | 0     | 0     | —              | —              | —              | 6      | 0      | 1      |
| 2020/21 | Rapid Wien     | Bundesliga       | 25         | 6          | 3          | 2     | 1     | 0     | 5              | 2              | 0              | 32     | 9      | 3      |
| 2021/22 | → FC Barcelona | Primera División | 6          | 0          | 0          | 0     | 0     | 0     | 3              | 0              | 0              | 9      | 0      | 0      |
| 2021/22 | Rapid Wien     | Bundesliga       | 11         | 1          | 0          | 1     | 0     | 0     | 2              | 0              | 0              | 14     | 1      | 0      |
| 2022/23 | Rapid Wien     | Bundesliga       | 1          | 1          | 0          | 1     | 0     | 0     | 3              | 0              | 1              | 5      | 1      | 1      |
| 2022/23 | Galatasaray    | Süper Lig        | 5          | 0          | 0          | 1     | 0     | 0     | —              | —              | —              | 6      | 0      | 0      |
| 2023/24 | → FC Basel     | Super League     | 11         | 0          | 1          | 2     | 1     | 0     | —              | —              | —              | 13     | 1      | 1      |
| 2024/25 | Galatasaray    | Süper Lig        | 8          | 0          | 0          | 4     | 2     | 2     | 5              | 0              | 0              | 17     | 2      | 2      |
| TOTAAL  | TOTAAL         | TOTAAL           | 73         | 8          | 5          | 11    | 4     | 2     | 18             | 2              | 1              | 102    | 14     | 8      |

Bijgewerkt tot en met het seizoen 2024/25.

## Erelijst
| Süper Lig           | 2x | 2022/23, 2024/25 |
| Turkse voetbalbeker | 1x | 2024/25          |